# Jacques Glowinski
Pour les articles homonymes, voir Glowinski.
Jacques Glowinski, né le 30 août 1936 dans le 4e arrondissement de Paris et mort le 4 novembre 2020 dans le 14e arrondissement de Paris,, est un pharmacien et chercheur en biologie spécialisé en neurobiologie et neuropharmacologie pour laquelle il est considéré comme l'un des pères fondateurs en France. Il est professeur au Collège de France dont il fut également l'administrateur. Il est membre de l'Académie des sciences.

## Biographie
Recueilli à Saint-Julien-de-Coppel par les sœurs Anne-Marie et Isabelle Gory, Jacques Glowinski est sauvé de la déportation.
Il obtient sa thèse de pharmacie à l'Université de Paris en 1959 et commence ses recherches de 1961 à 1963 à l'Institut Pasteur en travaillant sur les isotopes radioactifs. Après un post-doctorat aux National Institutes of Health à Washington, D.C., qui lui permet de travailler tout particulièrement sur les neurotransmetteurs auprès de Julius Axelrod (prix Nobel de physiologie ou médecine en 1970), il est recruté à l'Inserm comme chargé de recherche en 1965, puis obtient sa thèse d'État de biologie en 1968. Il travaille dans le laboratoire d'Alfred Fessard au Collège de France. En 1971, il prend la direction d'une unité Inserm U114 de « Neurobiologie pharmacologique » et devient professeur à l'Université Paris VII en 1973. De 1983 à 2006, il est professeur et titulaire de la chaire de neuropharmacologie au Collège de France ainsi qu'administrateur de l'établissement de 2000 à 2006. À ce titre, il devient président du conseil d'administration de la Fondation Hugot du Collège de France, où il siégeait depuis 1996. De 1982 à 1993, Jacques Glowinski est également membre du conseil scientifique de l'Inserm (alors CODIS).
Il devient membre titulaire de l'Académie des sciences en 1992.

## Distinctions
- 2002 : Grand prix de la Fondation pour la recherche médicale[6]
- 2005 : Prix d'honneur de l'Inserm[7]
- Commandeur de la Légion d'honneur [8]
- Commandeur de l'ordre national du Mérite [9].